# Savoia-Marchetti SM.81

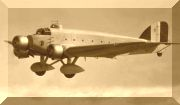

Savoia-Marchetti SM.81 Pipistrello (tiếng Italy: dơi) là một loại máy bay vận tải/ném bom ba động cơ trang bị cho Không quân Italy (Regia Aeronautica). Khi xuất hiện vào năm 1935, nó là một bước tiến của hàng không quân sự Italy: tốc độ cao, vũ trang tốt và khả năng bay xa. Nó đã chứng minh được tính hiệu quả trong chiến tranh với Ethiopia và trong Nội chiến Tây Ban Nha.

## Biến thể
SM.81Mẫu vận tải, ném bom ba động cơ, 535 chiếc.
SM.81BMẫu thử hai động cơ, 1 chiếc.

## Quốc gia sử dụng
Republic of China
- Không quân Cộng hòa Trung Hoa

 Kingdom of Italy
- Regia Aeronautica
- Aeronautica Militare Italiana

 Italian Social Republic
- Aeronautica Nazionale Repubblicana

 Nhà nước Tây Ban Nha
- Không quân Tây Ban Nha

## Tính năng kỹ chiến thuật (Savoia-Marchetti SM.81)

### Đặc điểm riêng
- Tổ lái: 6
- Chiều dài: 18,3 m (58 ft 5 in)
- Sải cánh: 24 m (78 ft 9 in)
- Chiều cao: 4,3 m (14 ft 7 in)
- Diện tích cánh: 92,2 m² (1.001 ft²)
- Trọng lượng rỗng: 6.800 kg (13.900 lb)
- Trọng lượng có tải: 9.300 kg (19.000 lb)
- Trọng lượng cất cánh tối đa: 10.505 kg (20.500 lb)
- Động cơ: 3 × Piaggio P.X RC.15 (hoặc Alfa Romeo 125 RC.35, 126 RC.34 hoặc Gnome-Rhône 14K), 522 kW (670 hp) mỗi chiếc

### Hiệu suất bay
- Vận tốc cực đại: 320–347 km/h (211 mph)
- Tầm bay: 1.500 km (1.240 mi)
- Trần bay: 7.000 m (23.000 ft)
- Lực nâng của cánh: 101 kg/m²
- Lực đẩy/trọng lượng: 4,9 hp/kg

### Vũ khí
- 6 súng máy Breda-SAFAT 7,7 mm (.303 in)
- 2.000 kg (4.409 lb) bom